# Meneer Foppe
Meneer Foppe is een typetje, gespeeld door Wim de Bie. Hij speelde een bescheiden rol in de televisieprogramma's van het duo Van Kooten en De Bie. De Bie begon vervolgens met het schrijven van verhalen over meneer Foppe, waardoor dit typetje, net als zijn andere creatie ir. Walter de Rochebrune, meer achtergrond kreeg en zich geleidelijk aan tot een soort alter ego van De Bie ontwikkelde. Hij is herkenbaar aan zijn baardje en zijn grote bril en droeg later ook een petje. Zijn tegenhangers zijn de vieze man en een inspecteur-typetje dat hem in meerdere incarnaties het leven zuur maakte.

## Personage
Meneer Foppe was in zijn televisie-optredens de eeuwige pineut. Hij werd neergezet als een naïef, verlegen mannetje dat altijd werd misleid, opgelicht of afgeblaft (dit laatste met name door de vieze man). In de verhalen bleek zijn verlegenheid zelfs op het kinderlijke af.
Meneer Foppes gedrag kenmerkt zich door:
- het angstvallig mijden van contact met andere mensen, op het paranoïde af
- wereldvreemdheid
- enorme gêne (zoals de voortdurende angst om voor schut te staan om de meest simpele dingen)
- angst om voor een onvriendelijk persoon te worden aangezien
- een sterke nostalgische hang naar zijn jeugdherinneringen
- vreemde dromen, voortkomend uit zijn paranoïde levensbeschouwing
- onverwachte assertieve uitvallen (terwijl hij door zijn gêne gewoonlijk enorm meegaand is)

Volgens de verhalen van Wim de Bie was meneer Foppe ongeveer net zo oud als Wim de Bie zelf. In een uitzending van Pauw & Witteman op 5 mei 2009 zei Wim de Bie dat meneer Foppe 17 mei 2009 70 jaar zou worden. Op die datum is ook de 70e verjaardag van Wim de Bie. Meneer Foppe was een nestblijver, die na de dood van zijn moeder noodgedwongen in een klein flatje is gaan wonen. Werken doet meneer Foppe niet meer omdat hij arbeidsongeschikt is verklaard.

## Verschijningen

### Televisie
Meneer Foppe verscheen voor het eerst in een uitzending van het Simplisties Verbond op 6 juni 1977. In deze sketch had hij nog een kabouterbaardje in plaats van zijn latere sikje. Meneer Foppe ging in de sketch een huis kopen bij een zekere W. Strik (gespeeld door Kees van Kooten), die hem uiteindelijk voor 8000 gulden (plus rente) een hondenhok als huis aansmeerde.
In de periode van 1980 tot 1982 was meneer Foppe regelmatig te zien. In deze uitzendingen werd hij voortdurend op allerlei manieren gekweld door het type van een niet bepaald sympathieke inspecteur van de Rijkscontroledienst (die Haarman heette en sterk op Strik leek). De inspecteur pakte hem zijn uitkering af nadat hij voor 98% arbeidsongeschikt was verklaard en voor 2% arbeidsgeschikt. Meneer Foppe moest, alhoewel hij ziek was, naar het kantoor komen om zijn 2% werkwilligheid aan te tonen en uit een kaartenbak met allemaal blanco kaartjes een vacature uitkiezen waarmee hij zijn werkwilligheid toonde. Daarna betrapte de inspecteur meneer Foppe op het buiten zetten van de vuilniszak wat niet mocht. Hij kon daarna alleen nog maar een regeringsbruin (brood) aan meneer Foppe overhandigen. Ook hief de inspecteur bijvoorbeeld belasting op zijn volkstuin of liet hem door de geheime dienst arresteren. Dit type verscheen onder verschillende namen, met of zonder hangsnor.
De inspecteur Haarman werd weer gecontroleerd door een inspecteur van de Rijkscontrolecontroledienst (de heer Stoeltje, gespeeld door Wim de Bie) die de inspecteur te vroeg betrapte in zijn bad met een whiskey terwijl hij voor 85% controlegeschikt was en maar voor 15% controleongeschikt.
Ook de Vieze man viel hem lastig. In het eerste optreden van de vieze man maakte deze meneer Foppe bang door hem wijs te maken dat het bos vol "naaktstellen" lag. Meneer Foppes laatste optreden was op 1 maart 1992 in een filmpje over slecht behulpzaam bankpersoneel: bij een poging om bij de ASO-bank geld op te nemen werd hij met een idiote smoes afgewimpeld.

### Verhalen
Wim de Bie heeft ook verhalen over meneer Foppe geschreven. In 1987 verscheen de verhalenbundel Meneer Foppe en het gedoe. In deze bundel kwamen velerlei verschillende korte verhalen voor, maar een groot deel ging over meneer Foppe. In 1994 verscheen Meneer Foppe in zijn blootje, een boek dat voor de helft uit verhalen over allerlei figuren ging, en voor de helft bestond uit verhalen over meneer Foppe (waarvan één langer verhaal). In 1995 verscheen Meneer Foppe over de rooie, een roman met meneer Foppe in de hoofdrol. Eind april 2009 verscheen Meneer Foppe en de hele reutemeteut, een boek met verhalen over onder meer de heldhaftige pogingen zich in de wereld buiten zijn veilige appartementje staande te houden.
Meneer Foppe speelde ook de hoofdrol in diverse verhalen die af en toe op Bieslog verschenen.

## Trivia
- In de sketch waarin het inspecteurstype belasting op de volkstuin van meneer Foppe komt heffen (1980)[1] heeft het personage blijkbaar nog niet zijn definitieve vorm gevonden. In deze sketch wordt als geboortedatum 17 mei 1949 genoemd en zou hij tien jaar jonger zijn dan genoemd door De Bie. Voorts valt uit de sketch op te maken dat meneer Foppe een vrouw heeft en dat zijn vak laborant is. Voor de uiteindelijke versie van meneer Foppe is dat ondenkbaar, zowel qua burgerlijke staat als qua betrekking. Het beroep dat meneer Foppe ooit uitoefende, is onthuld in "Meneer Foppe over de rooie". Daarin wordt beschreven dat hij op de vijfde verdieping van een verzekeringskantoor werkte, in een eigen kantoortje waar hij "tussen stapels dossiers zijn gangetje kon gaan". Het werk bestond uit "de gebruikte dossiers ordenen, herindelen op alfabet en lacunes schriftelijk rapporteren". Dit was hem op het lijf geschreven, want zo "bleef collegiaal contact tot een minimum beperkt". Uiteindelijk werd hem, door de aanleg van een kantoortuin, dit paradijsje ontnomen en werd hij uiteindelijk arbeidsongeschikt verklaard, "...een ziekte waar meneer Foppe nog nooit van had gehoord."